# Zain Retherford
Zain Allen Retherford (Kenosha, 21 maggio 1995) è un lottatore statunitense, campione iridato ai mondiali di Belgrado 2023 e vicecampione a Belgrado 2022 nei pesi welter leggeri  (-70 kg).

## Palmarès
- Mondiali

Belgrado 2022: argento nei -70 kg;
Belgrado 2023: oro nei -70 kg;
- Campionati panamericani

Buenos Aires 2023: oro nei -70 kg;